# Каприва-дель-Фріулі
Каприва-дель-Фріулі (італ. Capriva del Friuli) — муніципалітет в Італії, у регіоні Фріулі-Венеція-Джулія,  провінція Гориція.
Каприва-дель-Фріулі розташована на відстані близько 460 км на північ від Рима, 40 км на північний захід від Трієста, 8 км на захід від Гориції.
Населення — 1732 особи (2014).
Щорічний фестиваль відбувається 12 вересня. Покровитель — SS. Nome di Maria.

## Демографія
Населення за роками:

Станом на 1 січня 2023 року в муніципалітеті офіційно проживав 51 іноземець з 18 країн, серед них 14 громадян країн Євросоюзу та 4 громадяни України.

## Сусідні муніципалітети
- Кормонс
- Мораро
- Мосса
- Сан-Флоріано-дель-Колліо
- Сан-Лоренцо-Ізонтіно